# Cinemaskåpet – en utställning om Robin Hood
Cinemaskåpet – en utställning om Robin Hood var en vandringsutställning som producerades av den statliga myndigheten Riksutställningar i samarbete med Svenska filminstitutet. Målgruppen var skolelever på låg- och mellanstadiet och turnén pågick i tio år mellan 1984 och 1994.

## Bakgrund
Cinemaskåpet började som en sidoaktivitet under femte upplagan av Nordiska barn- och ungdomsfilmmönstringen i Stockholm, 25 till 29 april 1984 i Filmhuset på Gärdet i Stockholm. Arrangör var Svenska filminstitutet som frågade Riksutställningar om det fanns ett intresse att medverka med en miniutställning på temat barn och media.

Syftet med Cinemaskåpet uttryckte Svenska Filminstitutet på det här viset:
/.../Det finns ett starkt behov just nu att göra barn medvetna om olika media, och att aktivt bearbeta information i film och hur den skiljer sig från verbal information.
Efter sin medverkan i Filmhuset anpassades Cinemaskåpet för en landsomfattande turné. Behovet ansågs vara så stort att ännu ett exemplar av utställningen producerades, som säsongen 1986 till 1987 besökte 4 orter i totalt 26 veckor.
Cinemaskåpet var en variant av de skåp- och lådutställningar som Riksutställningar hade producerat sedan Formlek 1968. Tanken bakom konceptet var att kunna erbjuda kompakta och smidiga utställningar där utställning och emballage var ett, och där utställningen fanns i flera exemplar för att kunna nå ett större antal besökare på många orter samtidigt.
Cinemaskåpet var anpassat till det som länge var en av Riksutställningars viktigaste målgrupper: förskole- och lågstadiebarn över hela Sverige. Utställningar av den typen var designade för att kunna visas på bibliotek och blev en framgång för Riksutställningar med många bokningar. I början av 1990-talet ändrades Riksutställningars inriktning mot större produktioner och biblioteksutställningarna minskade i antal.

## Tema
Cinemaskåpet – en utställning om Robin Hood handlade om den klassiska, brittiske sagogestalten, som skildrats ett stort antal gånger i en mängd varianter av filmer. Med utgångspunkt i Robin Hood ville Riksutställningar och Svenska filminstitutet att besökarna skulle göra sina egna tolkningar av den fredlöse hjälten och jämföra filmmediet med andra sorters medier. I utställningen ingick också diskussioner om vad som är en hjälte under olika epoker och kvinnors roller i hjälteberättelser. Besökaren kunde också reflektera kring vad som är verklig historia och det som är påhittade historier.
/.../textavsnitt, bokillustrationer och filmbilder visar vitt skilda tolkningar av legenden och dess huvudpersoner och också hur de olika tolkningarna präglats av den tid då de är gjorda./.../

## Produktion
Cinemaskåpet skulle vara en liten och kompakt utställning, som också kunde fungera som ett underlag för undervisning i skolan på låg- och mellanstadiet. Bland annat skulle Cinemaskåpet fungera som utgångspunkt för en jämförelse mellan olika medier, bland annat texter, stillbilder och rörliga bilder – film. Utställningen skulle också motivera den unga publiken att ge sig hän åt sitt eget skapande och inspirera till diskussioner om angelägna ämnen, även sådant som skolan normalt inte berörde. Bland annat skulle de unga besökarna uppmanas av Cinemaskåpet att skapa egna manus med bild och text som skulle bli en filmsekvens. För lärare fanns en handledning med förslag på elevuppgifter kopplade till utställningen.

Så här beskrevs Cinemaskåpet av utställningens pressinbjudan:
I alla tider har människor berättat historier för varandra, både om sånt som verkligen hänt och sånt som man hittat på. Robin Hood är hjälten i många berättelser, ballader och skådespel. Det har han varit ända sedan medeltiden. När vi läser om Robin Hood gör vi oss egna bilder av människorna, miljöerna och händelserna. Våra bilder påverkas också av andras tolkningar i bild och film. Varje tid och berättare ser Robin Hood på sitt sätt. Vem är Robin Hood för dig?
Eftersom det rörde sig om en mindre produktion, som skulle fraktas runt Sverige i lådor, var det viktigt att göra utställningen kompakt men samtidigt så rikt på innehåll som möjligt. Cinemaskåpet konstruerades därför som en liten borg omgiven av Sherwoodskogen. I borgens mitt fanns en monitor som visade avsnitt ur fyra olika Robin Hoodfilmer och medeltida musik hördes från den lilla borgsalen i 1100- till 1200-talsstil. I utställningen ingick olika former av rekvisita för att de besökande barnen skulle kunna gestalta sina egna tolkningar av Robin Hood, bland annat handdockor, kläder och affischer med efterlysningar. Det fanns också material och kläder som kunde användas för att klä ut sig till Robin Hood eller någon annan av karaktärerna i filmerna.
Filmerna som Cinemaskåpet visade exempel ur var:
- Robin Hoods äventyr/The adventures of Robin Hood, 1938 (Errol Flynn, Olivia de Havilland)
- Robin Hood, 1973 (Walt Disney)
- Robin Hood – äventyrens man/Robin and Marian, 1976 (Sean Connery, Audrey Hepburn)
- Robin Hood, 1981 (Fritidsgruppen Kryddfilm i Malmö)[11][12]

Musiken som spelades i Cinemaskåpet var korta stycken ur: 
- Lebendige musik des mittelalters und der Renaissance, framförd av Ensemble Syntagma Musicum.
- Trotto ur 10 danses du 13e siècle från Das centrale mittelalter ur Des musikhistorischen studios der deutschen grammophon gesellschaft.[13]

Cinemaskåpet krävde en utställningsyta på 15 kvadratmeter. Utställningen fraktades i två emballagelådor med den sammanlagda transportvolymen på 1,18 kubikmeter. Tillsammans vägde de båda lådorna 250 kilogram. Med borgen följde en monteringsanvisning så att en lokala utställaren skulle kunna sätta samman delarna på rätt vis. Borgen i sig var knappt 2 meter hög med en bas på mindre än en halv kvadratmeter.
Två typer av affischer, båda i A3-format, togs fram till utställningen, en med bild och en utan i svartvitt utförande. Tanken var att affischerna skulle färgläggas av de som besökte utställningen.
1988 fortsatte Riksutställningars samarbete med Svenska Filminstitutet. Det resulterade i en vandringsutställning med samma koncept och samma formmässiga stil för samma målgrupp. Skräckskåpet hette utställningen och den besökte svenska bibliotek i två exemplar fram till 1993.

### Produktionsgruppen
- Projektledare/producent: Inger Hammer.[14][18]
- Formgivare: Jane Crisp.
- Klädansvarig: Karin Erskin, Lena Dahlström.[18]
- Textning: Inge Söderstrand.[10]
- Tekniker: Bengt Norling.
- AV-teknik: Sten Notsjö.
- Turnéansvarig: Birgitta Nåsby.[18]
- Turnéläggare: Inger Jansson.[14]
- Från samarbetspartnern Svenska filminstitutet: Margareta Norlin, Elisabeth Edlund.[10]

## Turné
Efter att ha visats på Filmhuset i Stockholm 1984 började Sverigeturnén för Cinemaskåpet följande år. Starten för de båda upplagorna av utställningen skedde i januari 1985 och i oktober 1986.
Från augusti 1986 till februari 1994 hade Cinemaskåpet I och II 94 så kallade mottagare, det vill säga lokala utställare. Totalt visades utställningens båda exemplar på ett 100-tal platser eftersom regionala turnéer anordnades i vissa fall. Sammanlagt var utställningen turnélagd i 462 veckor och nådde 25 barn per dag under perioden, enligt tillgänglig statistik. En sammanställning konstaterar att det skulle innebära att Cinemaskåpet besöktes av totalt 11 500 barn under 7,5 års turné.
Här nedan listas turnén från 1986 och framåt, med platser och antal veckor som visningen pågick.

### 1986/1987

#### Cinemaskåpet 1
- Kävlinge, 20 veckor
- Varberg, 4 veckor
- Bromölla, 2 veckor
- Gislaved, 8 veckor
- Halmstad, 4 veckor

Totalt: 38 veckor

#### Cinemaskåpet 2
- Lund, 5 veckor
- Vellinge, 6 veckor
- Trelleborg, 9 veckor
- Helsingborg, 6 veckor

Totalt: 26 veckor

### 1987/1988

#### Cinemaskåpet 1
- Nynäshamn, 4 veckor
- Staffanstorp, 4 veckor
- Ljungby, 6 veckor
- Motala, 2 veckor
- Vallentuna, 2 veckor
- Tullinge, 13 veckor
- Smedjebacken, 4 veckor

Totalt: 35 veckor

#### Cinemaskåpet 2
- Habo, 2 veckor
- Jönköping, 14 veckor: Gnosjö, Nässjö, Värnamo, Vetlanda, Vaggeryd, Tranås, Aneby
- Skara, 4 veckor
- Kungsbacka, 9 veckor

Totalt: 29 veckor

### 1988/1989

#### Cinemaskåpet 1
- Stockholm, 1 vecka
- Malung, 2 veckor
- Västerås, 12 veckor
- Skoghall, 4 veckor
- Bengtsfors, 2 veckor
- Lerum, 2 veckor
- Kungälv, 2 veckor
- Mölndal, 8 veckor

Totalt: 33 veckor

#### Cinemaskåpet 2
- Visby, 2 veckor
- Osby, 2 veckor
- Ronneby, 4 veckor
- Lenhovda, 6 veckor
- Västervik, 6 veckor
- Åkersberga, 4 veckor
- Skövde, 4 veckor
- Malmö, 4 veckor

Totalt: 32 veckor

### 1989/1990

#### Cinemaskåpet 1
- Karlstad, 4 veckor
- Hagfors, 2 veckor
- Herrljunga, 4 veckor
- Degerfors, 6 veckor
- Sävsjö, 4 veckor
- Ulricehamn, 2 veckor
- Tingsryd, 5 veckor
- Höganäs, 6 veckor

Totalt: 33 veckor

#### Cinemaskåpet 2
- Gustavsberg, 2 veckor
- Danderyd, 2 veckor
- Märsta, 2 veckor
- Vallentuna, 2 veckor
- Bålsta, 2 veckor
- Kista, 7 veckor
- Falun, 4 veckor
- Kil, 2 veckor
- Lilla Edet, 3 veckor
- Klippan, 5 veckor

Totalt: 31 veckor

### 1990/1991

#### Cinemaskåpet 1
- Halmstad, 4 veckor
- Ängelholm, 4 veckor
- Sollentuna, 1 vecka
- Vadstena, 5 veckor
- Oxelösund, 4 veckor
- Torsås, 4 veckor
- Karlshamn, 3 veckor
- Örkelljunga, 2 veckor
- Gustavsberg, 3 veckor

Totalt: 30 veckor

#### Cinemaskåpet 2
- Jönköping, 9 veckor
- Uppsala, 2 veckor
- Forshaga, 5 veckor
- Sundbyberg, 4 veckor
- Ulricehamn 3 veckor
- Vellinge, 2 veckor

Totalt: 25 veckor

### 1991/1992

#### Cinemaskåpet 1
- Lycksele, 4 veckor
- Härnösand, 2 veckor
- Mora, 2 veckor
- Avesta, 2 veckor
- Alingsås, 5 veckor
- Norrköping, 2 veckor
- Sundbyberg, 4 veckor
- Vårgårda, 2 veckor
- Norrtälje, 5 veckor

Totalt: 28 veckor

#### Cinemaskåpet 2
- Lund, 18 veckor
- Eskilstuna, 10 veckor
- Uppsala, 4 veckor

Totalt: 32 veckor

### 1992/1993

#### Cinemaskåpet 1
- Avesta, 2 veckor
- Umeå, 8 veckor
- Ljusdal, 2 veckor
- Stockholm, 2 veckor
- Vaggeryd, 4 veckor
- Hyltebruk, 4 veckor

Totalt: 22 veckor

#### Cinemaskåpet 2
- Halmstad, 20 veckor
- Skurup, 2 veckor
- Ekenäs, 2 veckor

Totalt: 24 veckor

### 1993/1994

#### Cinemaskåpet 1(till och med 1994-02-06)
- Eslöv, 20 veckor
- Älmhult, 4 veckor

Totalt: 24 veckor

#### Cinemaskåpet 2(till och med 1994-01-30)
- Jönköping, 17 veckor
- Vårby, 3 veckor

Totalt: 20 veckor
Cinemaskåpets resa genom Sverige tog slut i mitten på februari 1994. Ansvariga för utställningen föreslog då att båda exemplaren skulle läggas ner omgående. Anledningarna till förslaget var två. Slitaget på en vandringsutställning är stort och många skavanker uppstår med tiden. I det här fallet var skicket så dåligt att varken skärmmaterial eller föremål gick att återanvända. Det var också brist på intressenter, enligt förslaget om upplösning.

## Reaktioner
I samband med besöken av Cinemaskåpet fick skolelever chansen att ge sin tolkning av legenderna om Robin Hood i text och bild. Så här skrev några av eleverna i Skärsätraskolans klass 3E på Lidingö, under rubriken ”Robin Hood”:
Det var en gång en pojke som var två månader gammal. Han kallades Robin Hood. När han var 5 år var han mycket bra att kasta. När han kastade en sten, träffade han precis där han ville att den skulle komma. När han var 10 år var han mycket duktig på att skjuta prick med pilbåge. Hans far sa: Du blir nog nåt stort någon dag Robin. SLUT
Camilla
Robin var i Sherwoodskogen och värme sina händer under en brasa. Plötsligt kom några fiender förbi. Han hoppade blixtsnabbt upp i ett träd. Han tog upp en pil och spände bågen. Han fyrade av, men han missade så fienderna red iväg. Han smög efter fienderna. När han hade gått ett tag, såg han någon med vita kläder. Men det var ju Marion. Å Robin. Marion hade en häst, som Marion och Robin kunde rida på. Dom följe efter häst-spåren. Efter ett tag kom de fram till ett slott. Häst-spåren ledde in i slottet. Några vakter såg Robin och Marion. Han sköt på dom. Robin blev sårad och trillade av. Vakten släpade in honom i slottet. Dom stängde in honom i fängelset. Han var så arg så att han slet och drog i gallret. Det blev kväll. I fängelset fanns en fönsterglugg. Han skulle just till att somna så hörde han en vissling genom gluggen. Han rusade upp till gluggen. Där stod Marion med en fil i handen. Dom filade sönder gallret. Robin hoppade ut, sen levde de lyckliga i alla sina dagar.
Christina
En dag då Robin hade stulit pengar blev han jagad. Alla vakter sköt mot honom. Men sen åkte han i fängelse. Sen kom en försäljare. Av honom köpte han yxa. Med den högg han sig ut, och sen sprang han ut i skogen.
Ola

## Ekonomi
Ett preliminärt förslag till budget från Svenska filminstitutet angav totalkostnaden 61 000 kronor för att ta fram exemplar ett av Cinemaskåpet. Produktionskostnaderna för upplaga två beräknades till 40 000 kronor.
Försäkringskostnaderna för Cinemaskåpet – en utställning om Robin Hood I och II uppgavs till 35 000 kronor styck. Kostnaden för att hyra Cinemaskåpet var 550 kronor för 14 dagar plus kostnaden för frakt till nästa ort. Terminshyran var 3 300 kronor plus kostnaden för frakt till nästa ort.

### Berättelser om Robin Hood
- Robin Hood. Författare Yngve Berg, illustratör Yngve Svalander, 1953. http://libris.kb.se/bib/1231960
- Robin Hoods glada äventyr/The merry adventures of Robin Hood. Författare och illustratör Howard Pyle. Översättning: Åke Mosell, 1978, ISBN 91-7102-059-4 (inbunden). http://libris.kb.se/bib/8370233
- Robin Hood/Adventures of Robin Hood. Författare Walter Scott. http://libris.kb.se/bib/7403329

### Berättelser med liknande tema
- Jakten/Den store jagt. Författare Robert Fisker, illustratör Svend Otto, utgivare Opal, 1978. ISBN 91-7270-124-2 (inbunden). http://libris.kb.se/bib/7630556
- Göran i riddarskolan. Författare Runer Jonsson, utgivare Askild & Kärnekull, 1972.  ISBN 91-7008-205-7. http://libris.kb.se/bib/7589356
- Snapphanepojken. Författare Max Lundgren, Bo sköld, utgivare Albert Bonniers förlag, 1972. ISBN 91-0-020069-7. http://libris.kb.se/bib/7143307
- Kung Arthur och hans riddare/The story of King Arthur and his knights. Författare och illustratör Howard Pyle, utgivare Niloe, 1984. Översättning Sven-Ingmar Pettersson. ISBN 91-7102-146-9 (inbunden). http://libris.kb.se/bib/7602727
- Serien om Trälarna, exempelvis Trälarna. 1000-1300-talet. Författare Sven Wernström, utgivare Gidlunds förlag, 1983. ISBN 91-7021-469-7 (inbunden). http://libris.kb.se/bib/8205786

### Om Robin Hoods tid
- Bland klosterfolk och riddare: Arbete och liv i det medeltida Norden. Författare Maj Bylock, illustratör Nils Stödberg, utgivare Liber, 1969. http://libris.kb.se/bib/11632921
- Borgen, så byggdes den/Castle. Författare och illustratör David Macaulay, utgivare Carlsen/if, 1978. ISBN 91-510-2199-4 (inbunden). http://libris.kb.se/bib/7403974
- Riddare och korsfarare/Knights of the crusades. Författare Jay Williams, utgivare Allhem, 1963. Caravel-serien. http://libris.kb.se/bib/672853